# Csehország egyetemei
A szócikkben Csehország egyetemei találhatók:

## Brno
- Janáček Művészeti Akadémia (Janáčkova akademie muzických umění v Brně)
- Masaryk Egyetem (Masarykova univerzita)
- Mendel Mezőgazdasági és Erdészeti Egyetem (Mendelova zemědělská a lesnická univerzita v Brně)
- Orvostudományi és Gyógyszerészeti Egyetem (Veterinární a farmaceutická univerzita Brno)
- Műszaki Egyetem, Brno (Vysoké učení technické v Brně)

## České Budějovice
- Dél-Csehországi Egyetem České Budějovice (Jihočeská univerzita v Českých Budějovicích)
- Technikai és Közgazdasági Főiskola (Vysoká škola technická a ekonomická v Českých Budějovicích)

## Hradec Králové
- Hradec Králové Egyetem
- Orvostudomány és Gyógyszerészeti Egyetem (A prágai Károly Egyetem kihelyezett kara)

## Jihlava
- Jihlavai Technikai Főiskola

## Liberec
- Technikai Egyetem Liberec (Technická univerzita v Liberci)

## Olomouc
- Palacky Egyetem Olomouc (Univerzita Palackého v Olomouci)

## Opava
- Sziléziai Egyetem Opava (Slezská univerzita v Opavě, röviden SLU)

## Ostrava
- Technikai Egyetem (VŠB) Ostrava (Vysoká škola báňská - Technická univerzita Ostrava, röviden VŠB TUO)
- Ostrava Egyetem (Ostravská univerzita v Ostravě, röviden OSU)

## Pardubice
- Pardubice Egyetem (Univerzita Pardubice)

## Plzeň
- Nyugat-Csehországi Egyetem (Západočeská univerzita v Plzni)
- Orvostudományi Egyetem (A prágai Károly egyetem kihelyezett kara)

## Prága
- Zenei Akadémia Prága (Akademie múzických umění v Praze, röviden: AMU)
- Képzőművészeti Akadémia Prága (Akademie výtvarných umění v Praze, röviden: AVU)
- Cseh Agráregyetem (České Zemedelska Univerzita v Praze, röviden: ČZU)
- Cseh Műszaki Egyetem (České vysoké učení technické, röviden: ČVUT)
- Károly Egyetem (Karlova Univerzita v Praze, röviden: UK)
- Közgazdasági Egyetem Prága (Vysoká škola ekonomická, röviden: VŠE)
- Universität für Chemie und Technologie, Prag (Vysoká škola chemicko-technologická v Praze, röviden: VŠCHT)
- Művészeti Akadémia (Vysoká škola umělecko-průmyslová, röviden: VŠUP)
- Cseh Köztársaság Rendőrakadémiája Policejní akademie České republiky, kurz: PAČR)

## Ústí nad Labem
- Jan Evangélista Purkyně Egyetem Ústí nad Labem (Univerzita Jana Evangelisty Purkyně v Ústí nad Labem, röviden: UJEP)

## Zlín
- Tomáš Baťa Egyetem Zlín (Univerzita Tomáše Bati ve Zlíně, röviden: UTB)